# کارستن بیرک
کارستن بیرک (انگلیسی: Carsten Birk؛ زادهٔ ۱ اکتبر ۱۹۷۷) بازیکن فوتبال اهل آلمان است.
از باشگاه‌هایی که در آن بازی کرده‌است می‌توان به باشگاه فوتبال کارلسروهه اشاره کرد.